# لذت (آلبوم چندآهنگه)
لذّت (به انگلیسی: Delight) دومین آلبوم چندآهنگه خوانندهٔ کره‌ای بک‌هیون است که در ۲۵ مهٔ ۲۰۲۰، توسط اس‌ام اینترتینمنت منتشر شد. این آلبوم دارای هفت قطعه است که تک‌آهنگ لید «آب‌نبات» را نیز شامل می‌شود. پیش‌فروش آن از ۶ مه آغاز شد و در سه نسخهٔ دارچین، عسل و نعناع در دسترس می‌باشد.

## فهرست ترانه‌ها
| شماره      | نام          | سراینده                                              | آهنگساز                                                                           | تنظیم                                | مدت   |
| ---------- | ------------ | ---------------------------------------------------- | --------------------------------------------------------------------------------- | ------------------------------------ | ----- |
| ۱.         | «آب‌نبات»     | کنزی                                                 | مایک دیلی میچل اوونز دیز آدرین مک‌کینن                                             | مایک دیلی میچل اوونز دیز یو یونگ-جین | ۳:۴۸  |
| ۲.         | «پایه‌ای؟»    | کنزی                                                 | کنزی مایک دیلی میچل اوونز ویلبرت «ودو» مک‌کوی سوم                                  | مایک دیلی میچل اوونز                 | ۲:۵۵  |
| ۳.         | «بانجی»      | جین                                                  | آیل رویال دایو برایان چو جین                                                      | برایان چو رویال دایو                 | ۳:۲۷  |
| ۴.         | «زیر آب»     |                                                      | کیم یون-سو مین‌جی‌شن                                                                | مین‌جی‌شن                              | ۳:۲۰  |
| ۵.         | «پاپین»      | کنزی                                                 | جاناتان ییپ ری رومیولوس جرمی ریوز ری چارلز مک‌کالوی دوم آگوست ریگو                 | استریوتایپس                          | ۳:۲۹  |
| ۶.         | «روح»        | جی‌کیو مولا (مکیومین ورکز) کانگ این-یو (مکیومین ورکز) | کلارا اسک الیاسدوتیر الما گومونسدوتیر تونی فراری لاروس آرنارسون امگا برام اینسکور | لئو امگا برام اینسکور                | ۳:۲۵  |
| ۷.         | «دوباره عشق» | کلد                                                  | کلد استالی                                                                        | کلد استالی                           | ۳:۲۶  |
| مجموع مدت: | مجموع مدت:   | مجموع مدت:                                           | مجموع مدت:                                                                        | مجموع مدت:                           | ۲۳:۴۵ |

## تاریخچهٔ انتشار
| منطقه     | تاریخ      | قالب                     | ناشر                    |
| --------- | ---------- | ------------------------ | ----------------------- |
| کره جنوبی | ۲۵ مهٔ ۲۰۲۰ | سی‌دی دانلود دیجیتال جاری | اس‌ام اینترتینمنت دریموس |
| دیگر      | ۲۵ مهٔ ۲۰۲۰ | دانلود دیجیتال جاری      | اس‌ام اینترتینمنت        |

## واژه‌نامه
1. ↑  Cinnamon
2. ↑  Honey
3. ↑  Mint
4. ↑  Candy
5. ↑  R U Ridin'?
6. ↑  Bungee
7. ↑  Underwater
8. ↑  Poppin'
9. ↑  Ghost
10. ↑  Love Again